# Tyszkiewicze
Tyszkiewicze (uk. Тишковичі) – wieś na Ukrainie w rejonie włodzimierskim obwodu wołyńskiego. Populacja - 549.

## Historia
Pierwsza wzmianka w źródłach pisanych o wsi pojawiła się 31 grudnia 1450 roku – wielki książę litewski Świdrygiełło w Łucku nadaje na wieczne słudze swemu Myszkowi, siostrzeńcowi starosty Łuckiego Niemiry, następujące dobra: w powiecie Przemyski wieś Lipa, we Włodzimierskim wsie: Budiatycze, Tyszkiewicze, Dubrowicę, Lesznie oraz Stiachy.
Pierwsze upominanie o rodzinie starosty Łuckiego Niemiry odnosi się do 1413 roku, kiedy to w Horodle wielki książę litewski Witold i król Polski Jagiełło podpisali „Unię Horodelską”. Wśród herbów polskich nadanych bojarom litewskim znaczy się, że starosta Łucki Niemira został przyjęty do herbu „Jastrzębiec”.
3 stycznia 1452 roku w Wilnie, król Polski Kazimierz Jagiellończyk potwierdza nadanie dóbr Myszkowi, wyłączając jednak wieś Stiachy.
Następny dokument z dnia 24 kwietnia 1490 roku mówi, że król Kazimierz w zamian dobra Trostianycia, które było dane księciu Sanguszce jego poprzednikiem królem Zygmuntem, nadaje jego synom Aleksandrowi i Michałowi Sanguszkom wsie: Falemicze, Bratuliwske, Zajeczicze, Kramczyńskie oraz Tyszkiewicze w powiecie Włodzimierskim..
Nie wiemy, kto w trakcie kolejnych stu lat był właścicielem wsi, ale z dokumentu z dnia 20 września 1521 roku sporządzonego we Włodzimierzu wynika, że episkop włodzimierski i Brzeski Jona potwierdza, że jego poprzednik władyka Pachnotej, przeprowadził zamianę dóbr cerkiewnych Siadmarty z księciem Wasylem Michałowiczem Sanguszkom-Kowelskim na dobro jego ojczyste Tyszkiewicze.
Następne dwieście lat Tyszkiewicze nie są wspominane w kronikach historycznych.
W 1710 roku do magistratu włodzimierskiego przybyła sotnia kozaków na czele z oboźnym wojska zaporoskiego, pułkownikiem pułku Połtawskiego Grzegorzem Czerniakiem, który przywiózł ze sobą uniwersał hetmana Ukrainy Iwana Skoropadskiego o nadaniu mu dóbr w powiecie włodzimierskim. Tak był położony początek folwarku „Czerniaków”. Dobra folwarku stanowiły wsie Tyszkiewicze i Stara Lesznia. Żoną Grzegorza była Jewdokija, córka generała chorążego Iwana Sulimy.
Pierwszą wzmiankę o rodzinie Czerniaków znajdujemy w liście szlachty wołyńskiej do mieszczan łuckich w kwestii Łuckiego bractwa z roku 1619. Wśród znanych działaczy Wołynia takich jak Ławrenty Drewiński i Iwan Wyhowski – przyszły hetman Ukrainy, znajdujemy imię podczasznika Grzegorza Czerniaka. Jego potomek Fiodor Czerniak był sprzymierzeńcem hetmana Bohdana Chmielnickiego i dowodził pułkiem Czyhyryńskim w czasie wojny kozacko-polskiej. Zmarł w 1650 roku. Kolejny przedstawiciel tego rodu Ławrenty Czerniak, był dowódcą pułku Połtawskiego w latach 1680-1682 oraz 1689.
Najbardziej znanym przedstawicielem tej rodziny był Iwan Ławrentowicz Czerniak, który również był pułkownikiem Połtawskiego pułku w latach 1708-1714 oraz 1717. Testament pułkownika był sporządzony 12 lutego 1722 roku. Mówi się w nim o podziale majątku pomiędzy rodziną, oraz wskazanie, kto ma otrzymać majątek który odejdzie żonie, tym samym uniemożliwiając jej sprzedaż lub darowanie majątku innym. W tymże roku Iwan zmarł podczas budowy Ładoskiego kanału, pogrzebany w Połtawie. W 1744 roku jego żona była w posiadaniu 41 dworów i 3 młynów.
Po nim, dowodzącym Połtawskiego pułku stał się jego syn Jakub Iwanowicz Czerniak. Razem z nim, również w czynie pułkownika, odbywał służbę Grzegorz Czerniak właściciel Tyszkiewicz, który wybudował we wsi kamienną cerkiew pw. Poczęcia św. Jana Chrzciciela. W 1565 roku właścicielem dóbr był Iwan Iwanowicz Czerniak, którego rząd carski za udział w powstaniu polskim zmusił sprzedać część dóbr rosyjskiemu nadwornemu radcy Aleksandrowi Dunikowu, w tym Tyszkiewicze i Starą Lesznie.
Ostatni z rodu Czerniaków – Iwan Iwanowicz miał dwie córki Jewdokię i Julię. Pierwsza wyszła za mąż za litewskiego ziemianina Lwa Stanisławowicza Fabrycia i wyjechała do Litwy. Było postanowione sprzedać resztę dóbr oraz dwór folwarku radcy stackiemu Grzegorzowi Kiriłowiczowi Bogusławskiemu, który był sędzią we Włodzimierzu Wołyńskim. Część ziemi była zakupiona przez chłopów, którzy przeprowadzili się tu z powiatu Sokalskiego. Tak powstała kolonia Nowa Lesznia.

## Etapy historyczne
Tyszkiewicze na różnych etapach historycznych leżały w granicach różnych jednostek terytorialnych różnych tworów państwowych:
- z 1320 po 1386 w granicach Zjednoczonego Królestwa Polskiego;
- z 1386 po 1795 w granicach powiatu włodzimierskiego, województwa wołyńskiego Korony I Rzeczypospolitej;
- w 1793 w granicach ziemi włodzimierskiej województwa włodzimierskiego I Rzeczypospolitej;
- z 1795 po 1917 w składzie włodzimierz-wołyńskiego powiatu guberni wołyńskiej Imperium Rosyjskiego;
- z 1917 po 1918 w granicach ziemi wołyńskiej Ukraińskiej Narodowej Republiki;
- z 1918 po 1920 w składzie guberni wołyńskiej Państwa Ukraińskiego;
- z 1921 po 1939 w granicach powiatu włodzimierskiego województwa wołyńskiego II Rzeczypospolitej;
- z 1940 po 1962 w granicach rejonu iwanickiego obwodu wołyńskiego Ukraińskiej Socjalistycznej Republiki Radzieckiej;
- z 1962 po 1966 w granicach rejonu włodzimierz-wołyńskiego obwodu wołyńskiego Ukraińskiej Socjalistycznej Republiki Radzieckiej;
- z 1966-1991 w granicach rejonu iwanickiego obwodu wołyńskiego Ukraińskiej Socjalistycznej Republiki Radzieckiej
- z 1991 w granicach rejonu iwanickiego obwodu wołyńskiego Ukrainy.

## Cerkiew pw. Poczęcia św. Jana Chrzciciela
Cerkiew pw. Poczęcia św. Jana Chrzciciela (Ioanno-Zaczatiwska (Zagotijewska) cerkwa) należy do obiektów sakralnych końca XVII początku XIX wieku. Dokładna data budowy cerkwi nie jest znana, jednak wiadomo, że została wzniesiona kosztem pułkownika Połtawskiego pułku Grzegorza Czerniaka. Cerkiew jest jedną z nielicznych na Wołyniu rotund. W 1834 roku Teklia Czerniak własnym kosztem wybudowała ściany, czym połączyła cerkiew i oddaloną od niej o 5 metrów dzwonnice w jedną budowę, utworzywszy nawę. Po śmierci Grzegorz Czerniak został pogrzebany w krypcie cerkwi, zaś jego żona wybudowawszy cerkiew pw. Piotra i Pawła w Nowosiółkach (rejon włodzimierz-wołyński obwodu wołyńskiego) została pogrzebana w niej.
Oprócz tej cerkwi, w dokumencie z dnia 9 grudnia 1622 roku wspomniana jest Spaśka cerkiew w Tyszkiewiczach, księdzem w której był niejaki Ieremia.
Cerkiew zorientowana z zachodu na wschód. Na wysokości trzech metrów w rotundzie z północy i południa znajdują się po dwa okna. W nawie która łączy rotundę z dzwonnicą po każdej stronie znajduje się para okien. Zewnątrz od północy i południa rotunda ozdobiona parami dekoracyjnych kolumn z frontonami. Ze wschodniej strony do rotundy dobudowano kwadratowe prezbiterium. Dzwonnica piętrowa.
W czasach władzy radzieckiej i w latach „wojowniczego ateizmu” w cerkwi, chociaż nie regularnie, ale odbywały się nabożeństwa. Podczas wojny cerkiew nie została uszkodzona.
Do naszych czasów przetrwały fragmenty królewskich wrót, wykonanych w stylu barokowym, które teraz służą jako ikony na ścianach. Można domniemywać, że są to fragmenty pierwotnych carskich wrót ufundowanych jeszcze przez Grzegorza Czerniaka, tak jak w tym czasie na Ukrainie rozpowszechniony był styl „kozacki barok”.
W 2002 roku nad wejściem do świątyni, w miejscu starej freski zamontowano ikonę św. Jana Chrzciciela. W 2004 roku przeprowadzono kapitalny remont: zamieniono elewację dachową oraz podłogę, zamontowano nowe okna.
Księża w cerkwi zmieniali się dość często, za zwyczaj parafią w Tyszkiewiczach opiekował się ksiądz z sąsiedniej wsi Niskinicze. Najdłużej duszpasterzem cerkwi był Włodzimierz Ponahajbo. Aktualnie księdzem jest Michał Laguniak.
W 2001 roku cerkiew przeszła pod władzę Ukraińskiego Prawosławnego Kościoła Patriarchatu Kijewskiego. Nieliczne osoby niezadowolone odejściem od Patriarchatu Moskiewskiego założyli własną parafię o podobnej nazwie. Sprawa przekazania cerkwi do Patriarchatu Kijewskiego była przedmiotem licznych rozpraw sądowych, podczas których roszczenia Patriarchatu Moskiewskiego zostały odrzucone.
Do 2020 w rejonie iwanickim.

## Galeria zdjęć

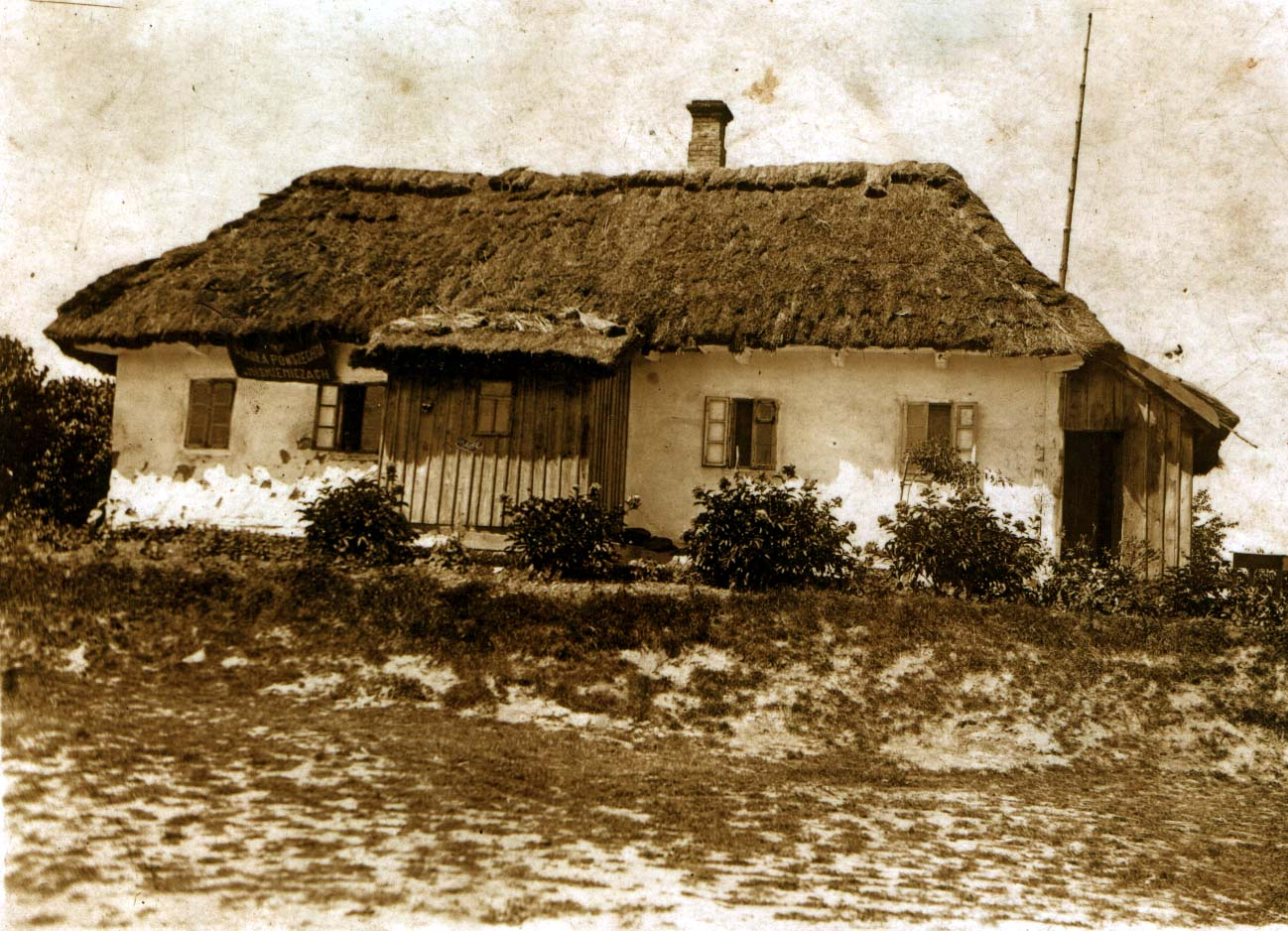
Szkoła powszechna w Tyszkiewiczach lata 20. XX wieku.
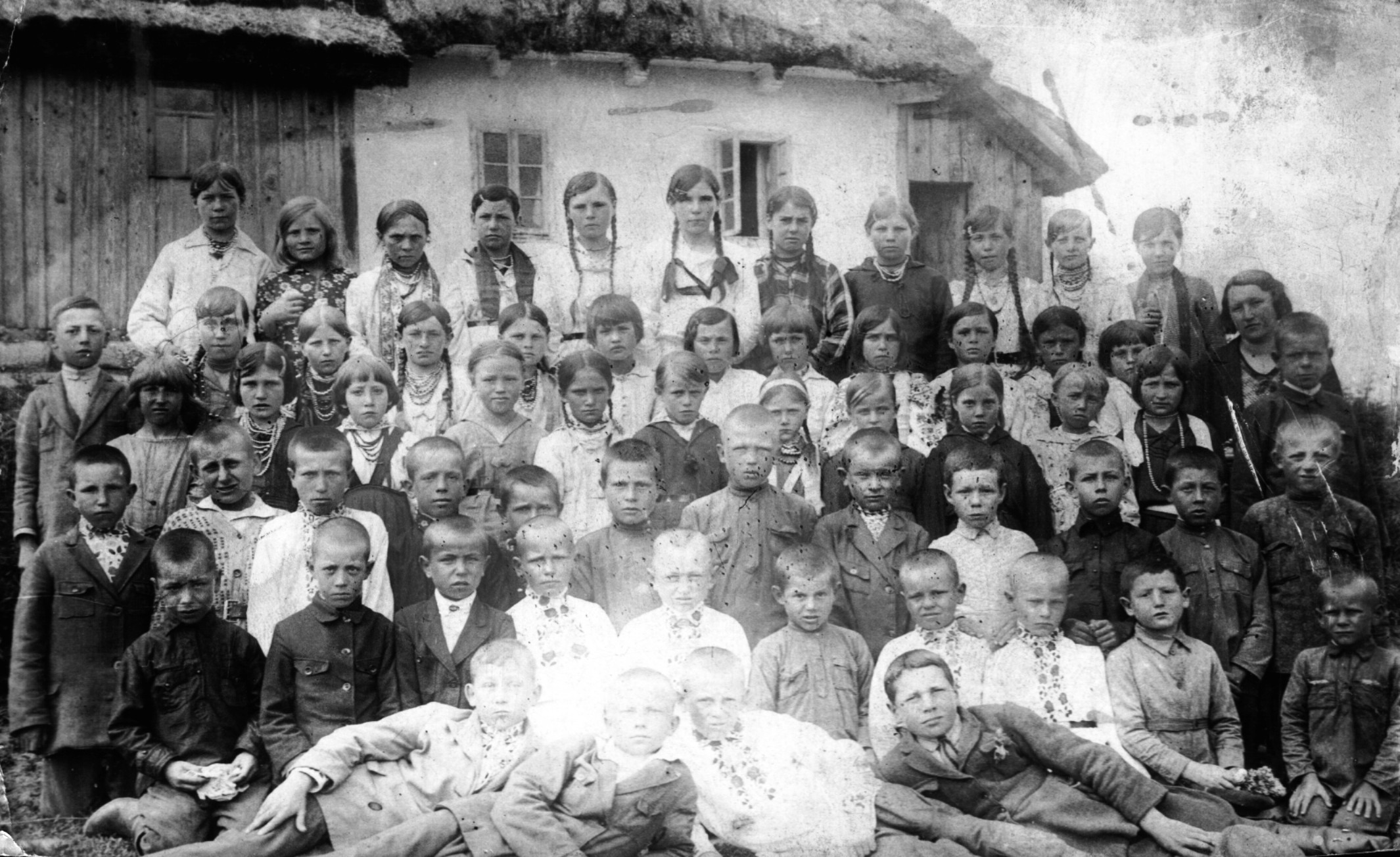
Uczniowie szkoły w Tyszkiewiczach lata 30. XX wieku.
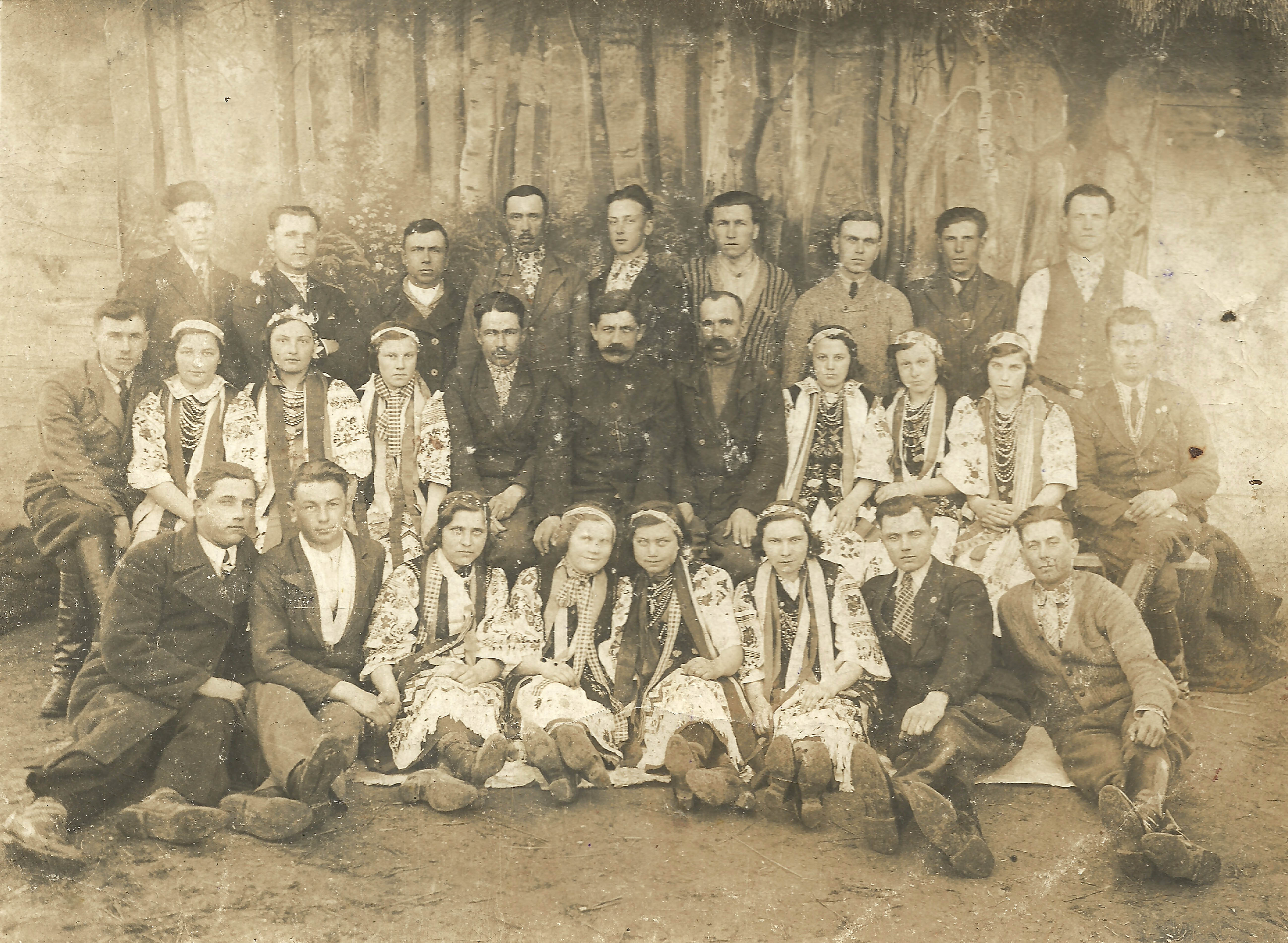
Chór młodzieży wiejskiej zdjęcie z dnia 24.10.1938
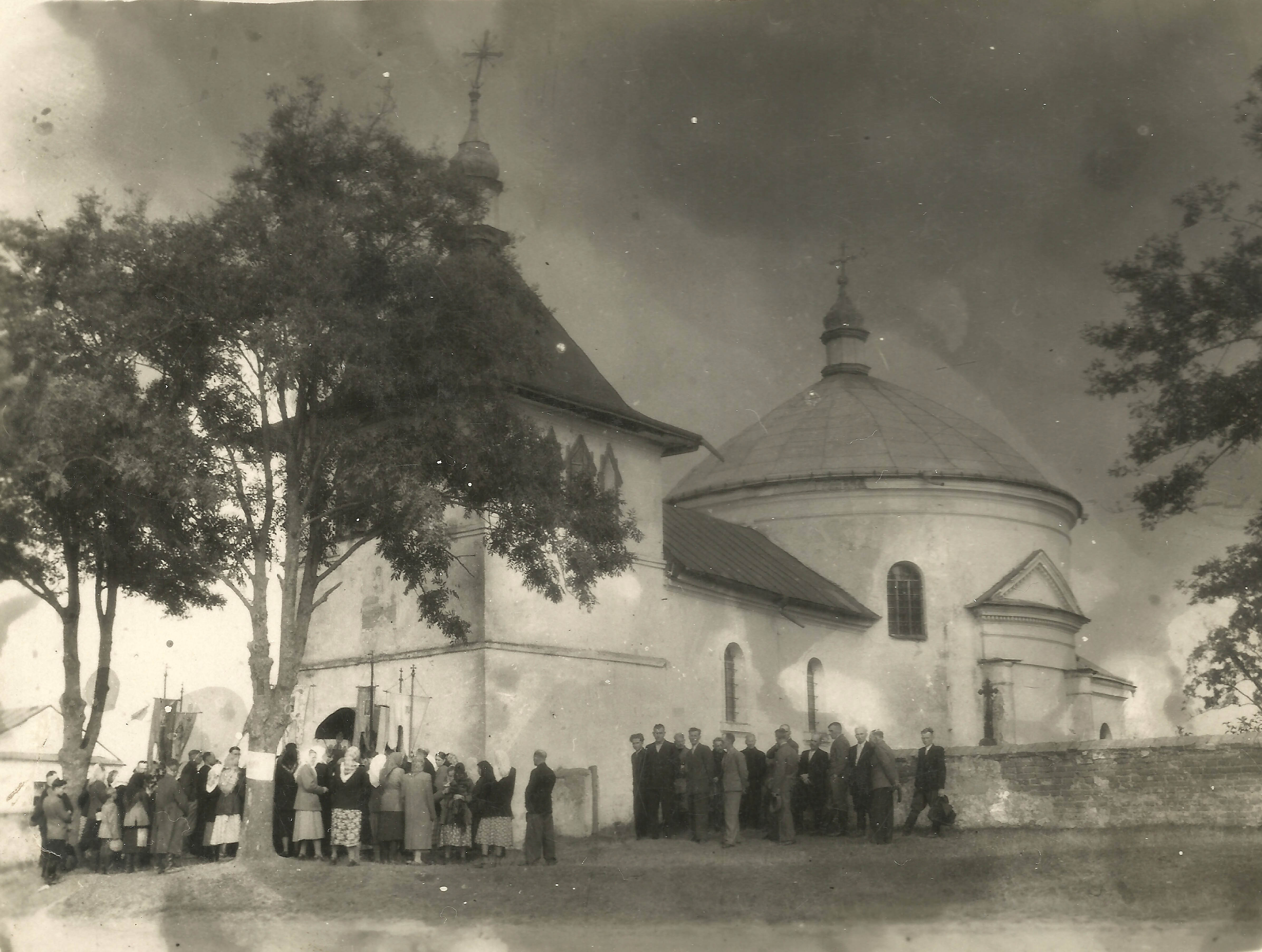
Cerkiew pw. Poczęcia św. Jana Chrzciciela
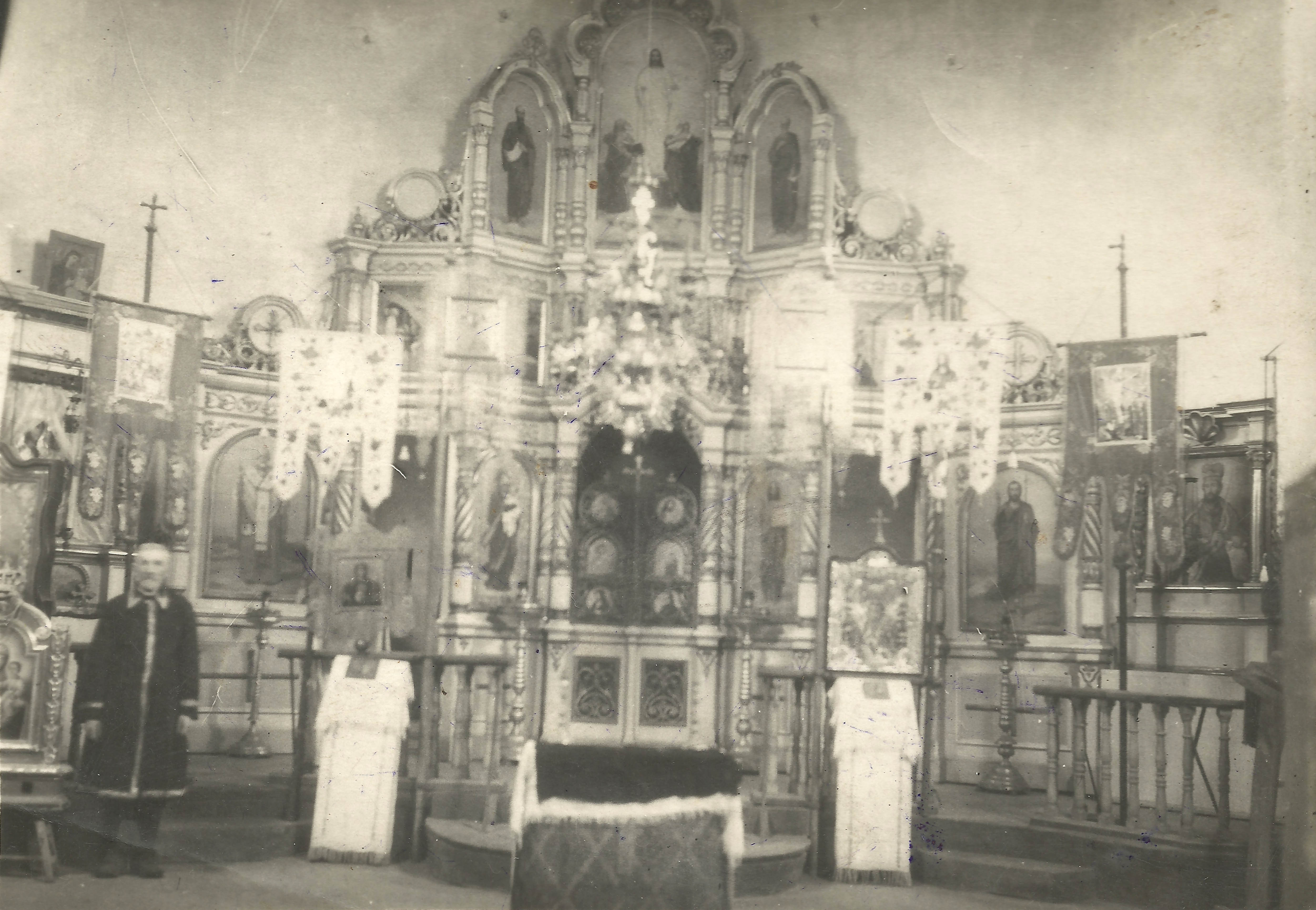
Ikonostas cerkwi pw. Poczęcia św. Jana Chrzciciela
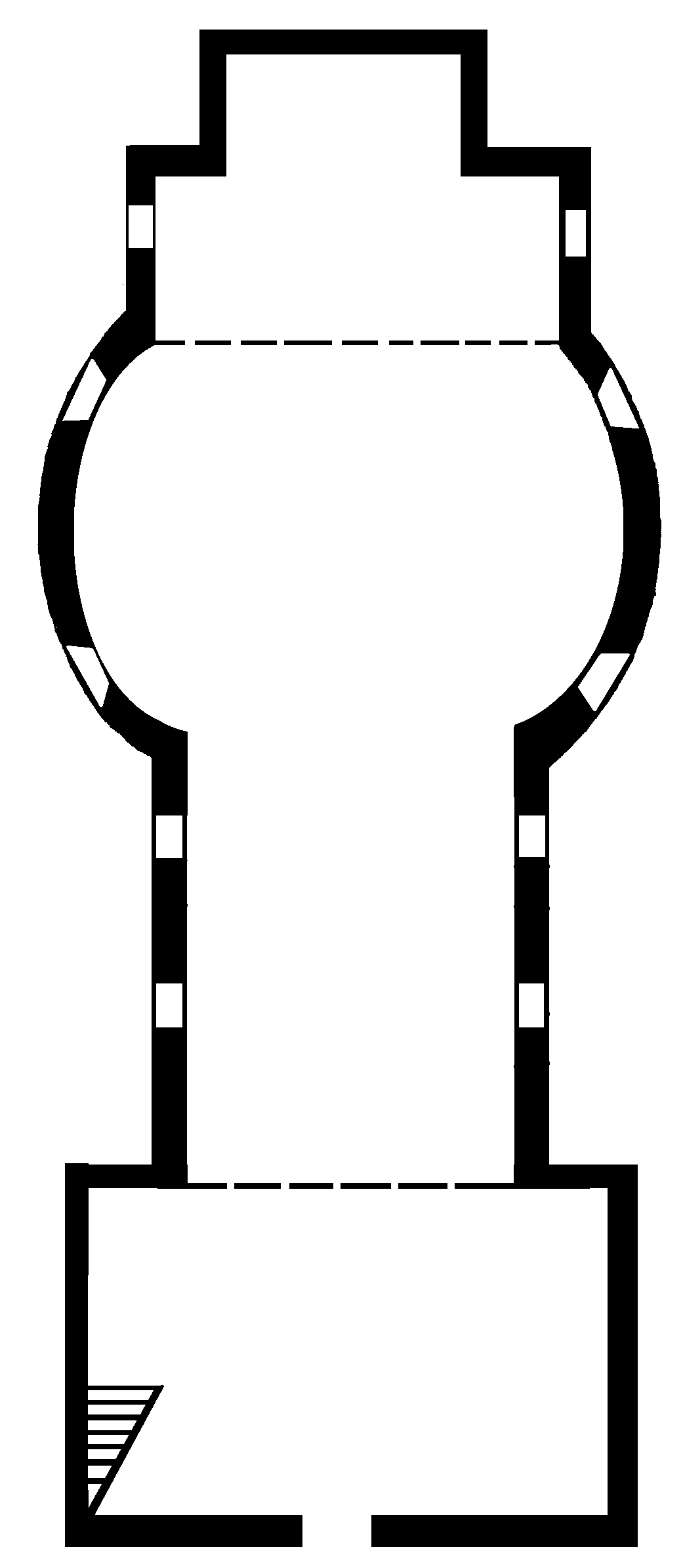
Plan cerkwi pw. Poczęcia św. Jana Chrzciciela
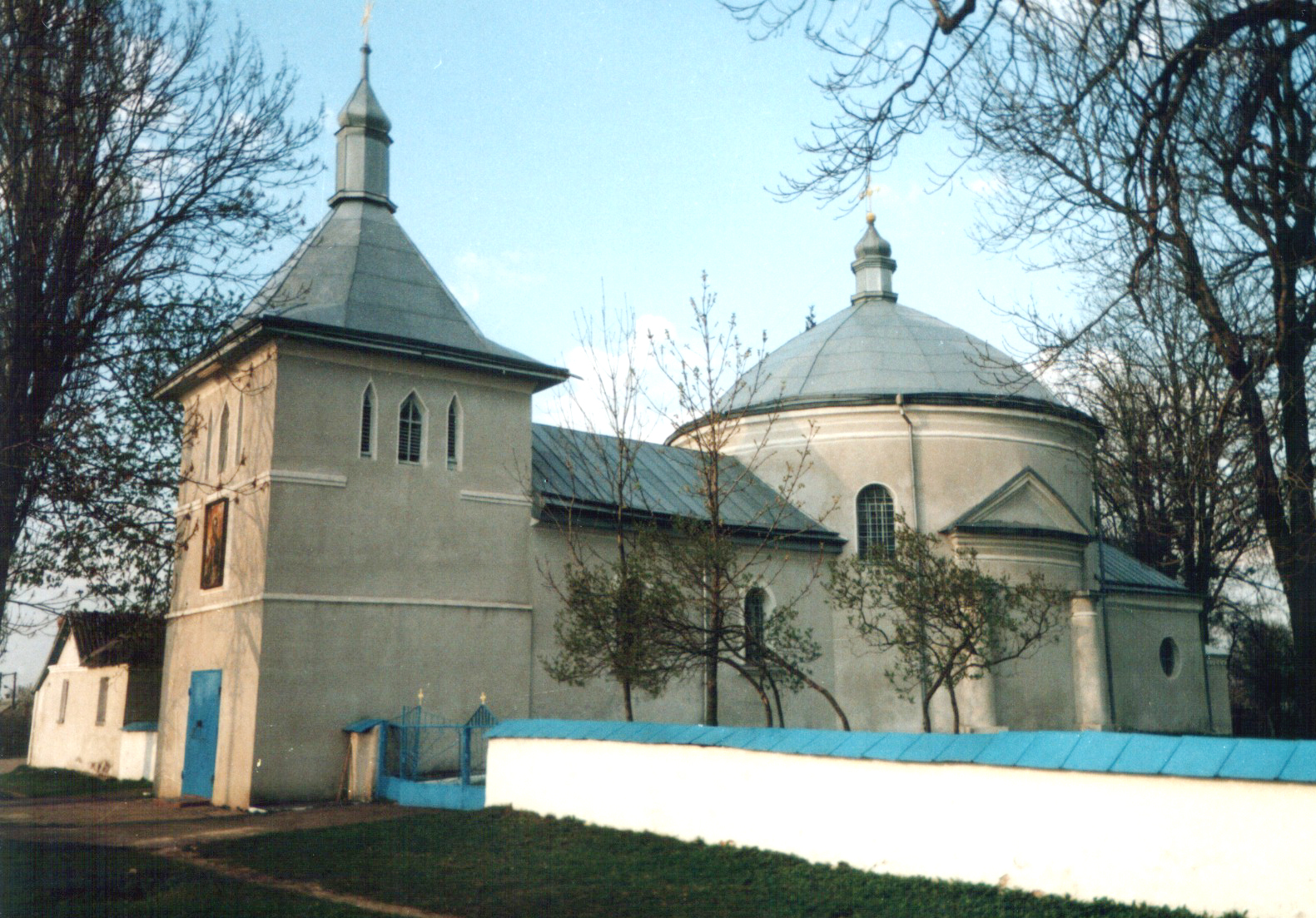
Cerkiew pw. Poczęcia św. Jana Chrzciciela zdjęcie z roku 2004
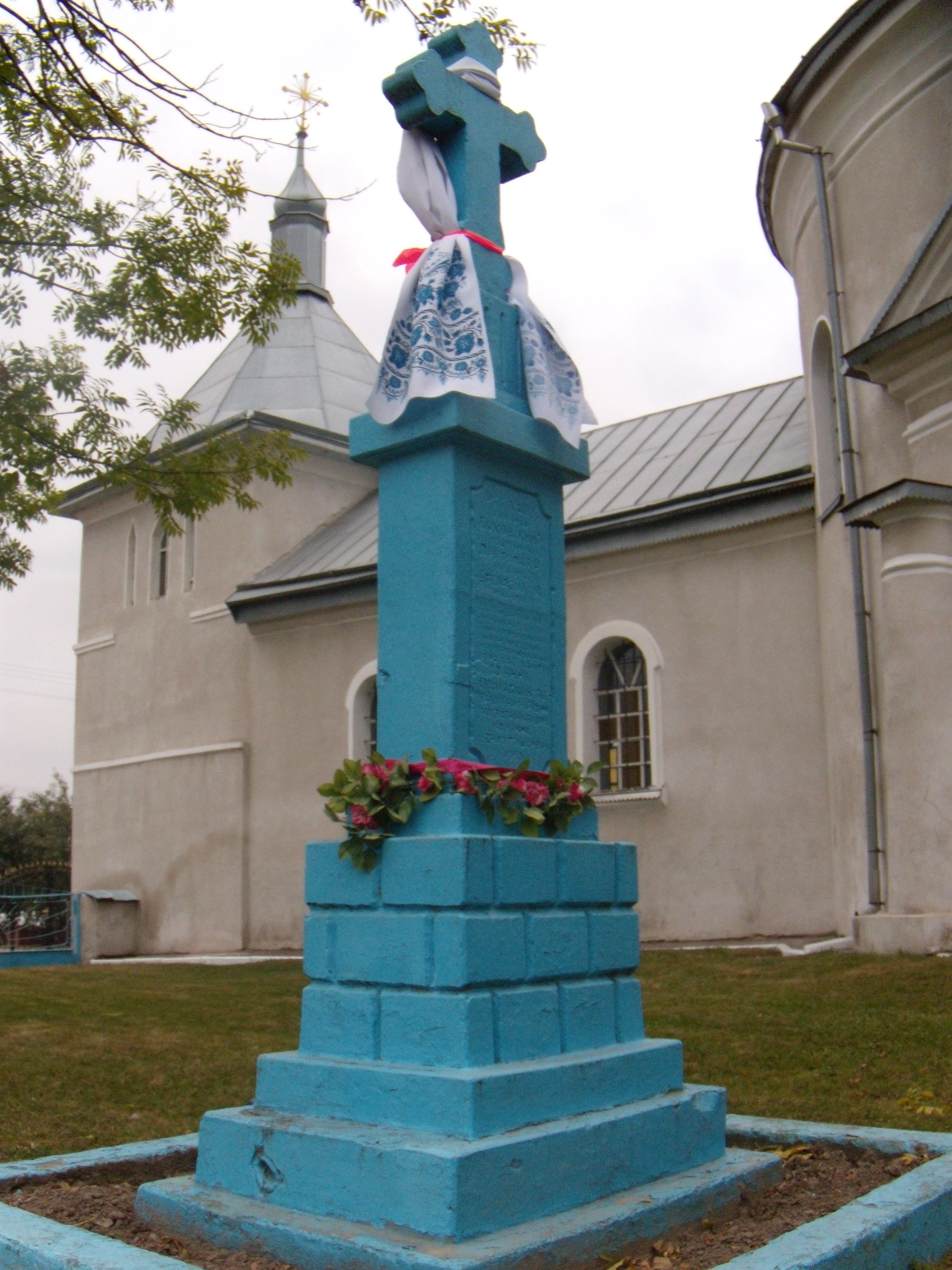
Krzyż upamiętniający osób, które zginęły w Drugiej Wojnie Światowej poza granicami kraju
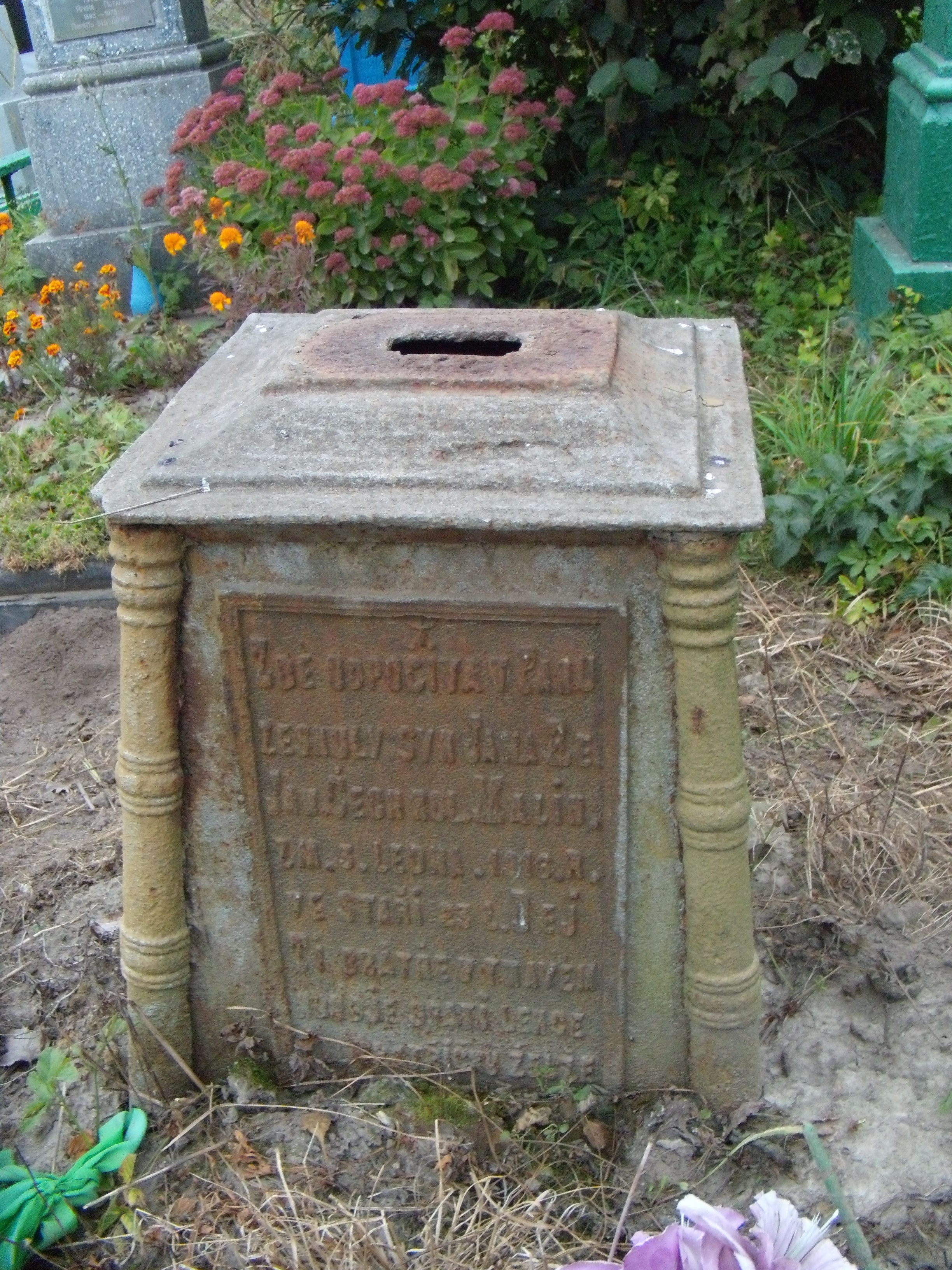
Słowacki nagrobek na wiejskim cmentarzu
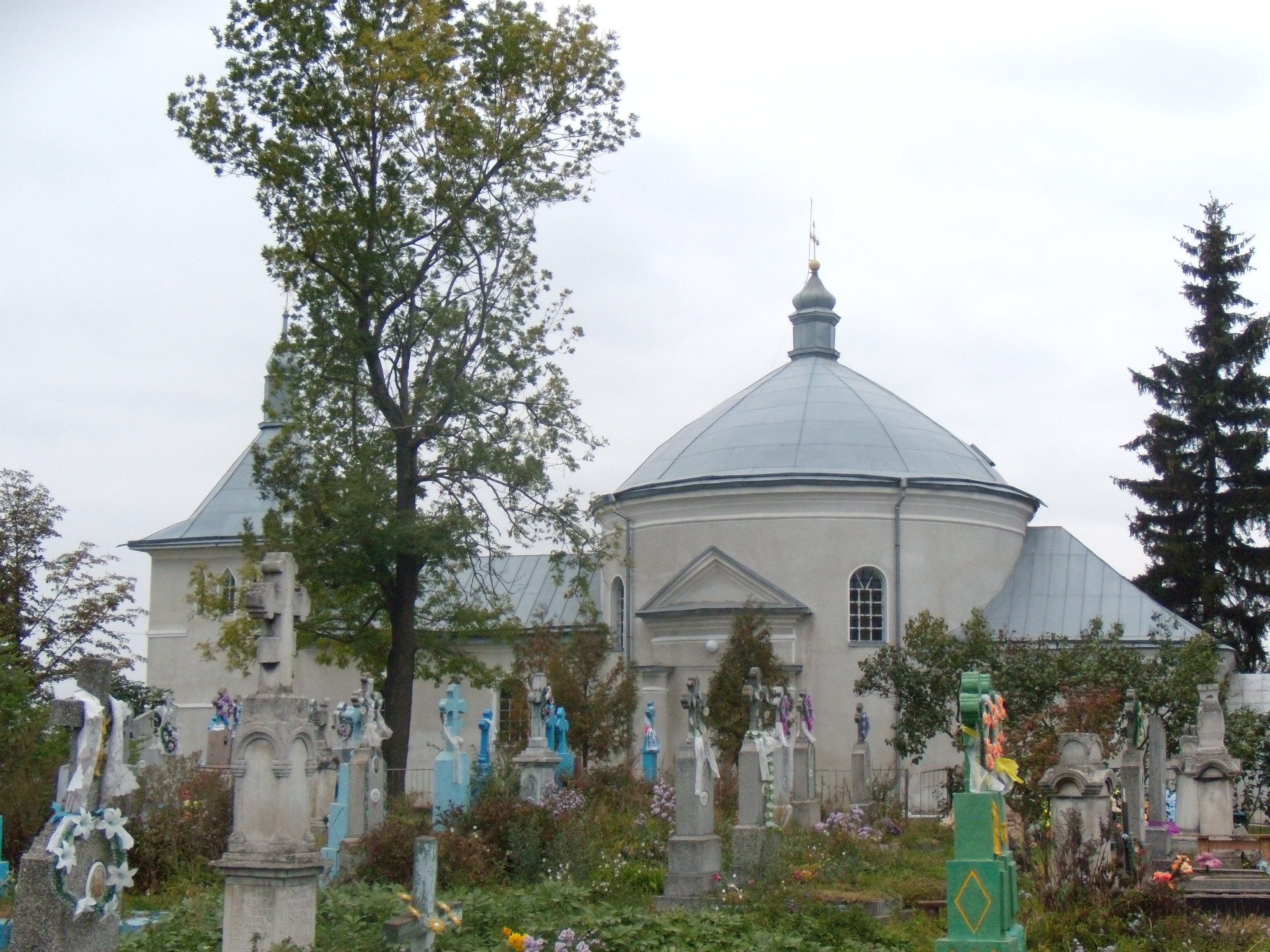
Widok na cerkiew od strony cmentarza zdjęcie z roku 2011
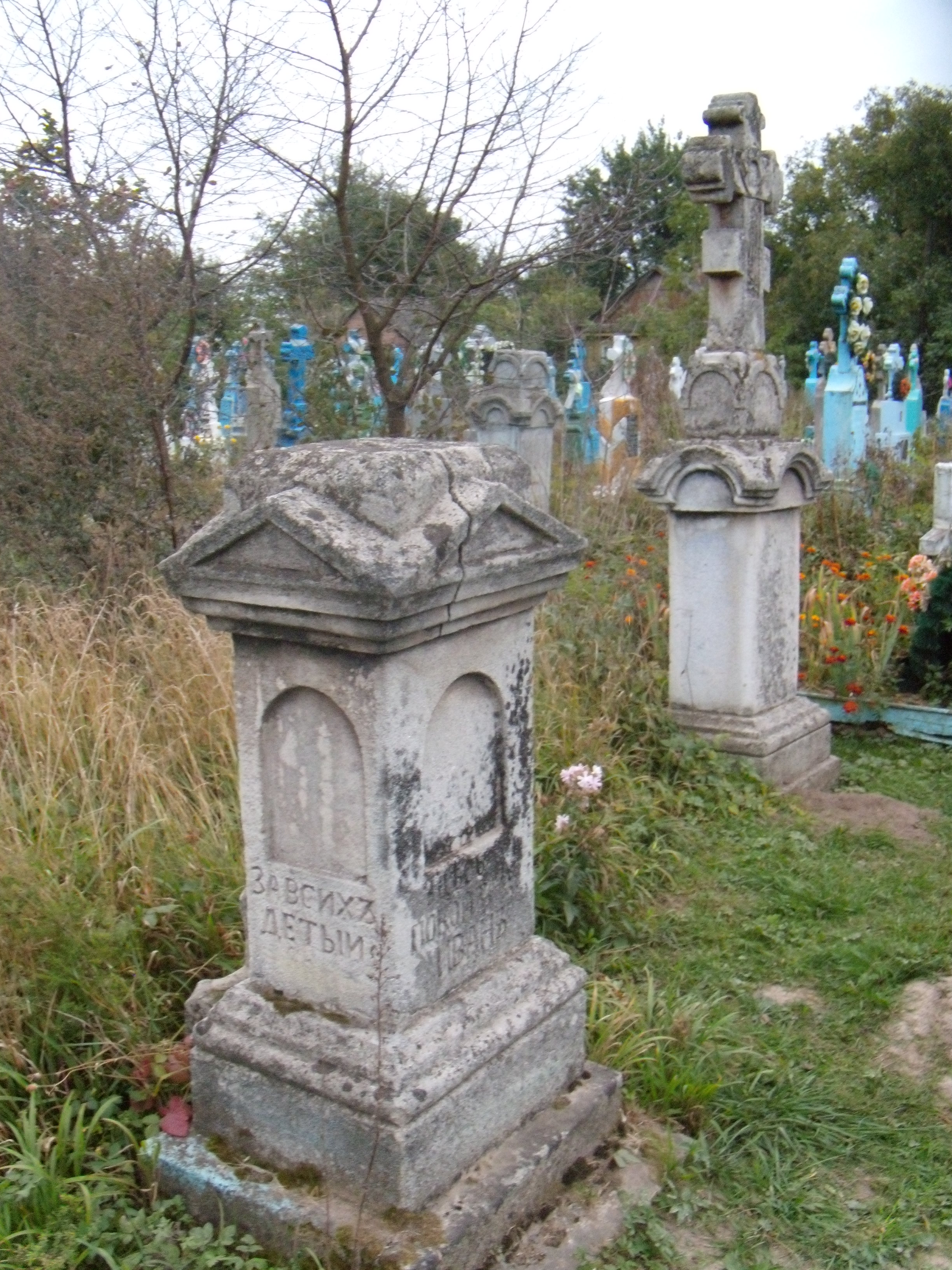
Zabytkowe nagrobki na wiejskim cmentarzu należące w przeważnie do rodziny Prystupów
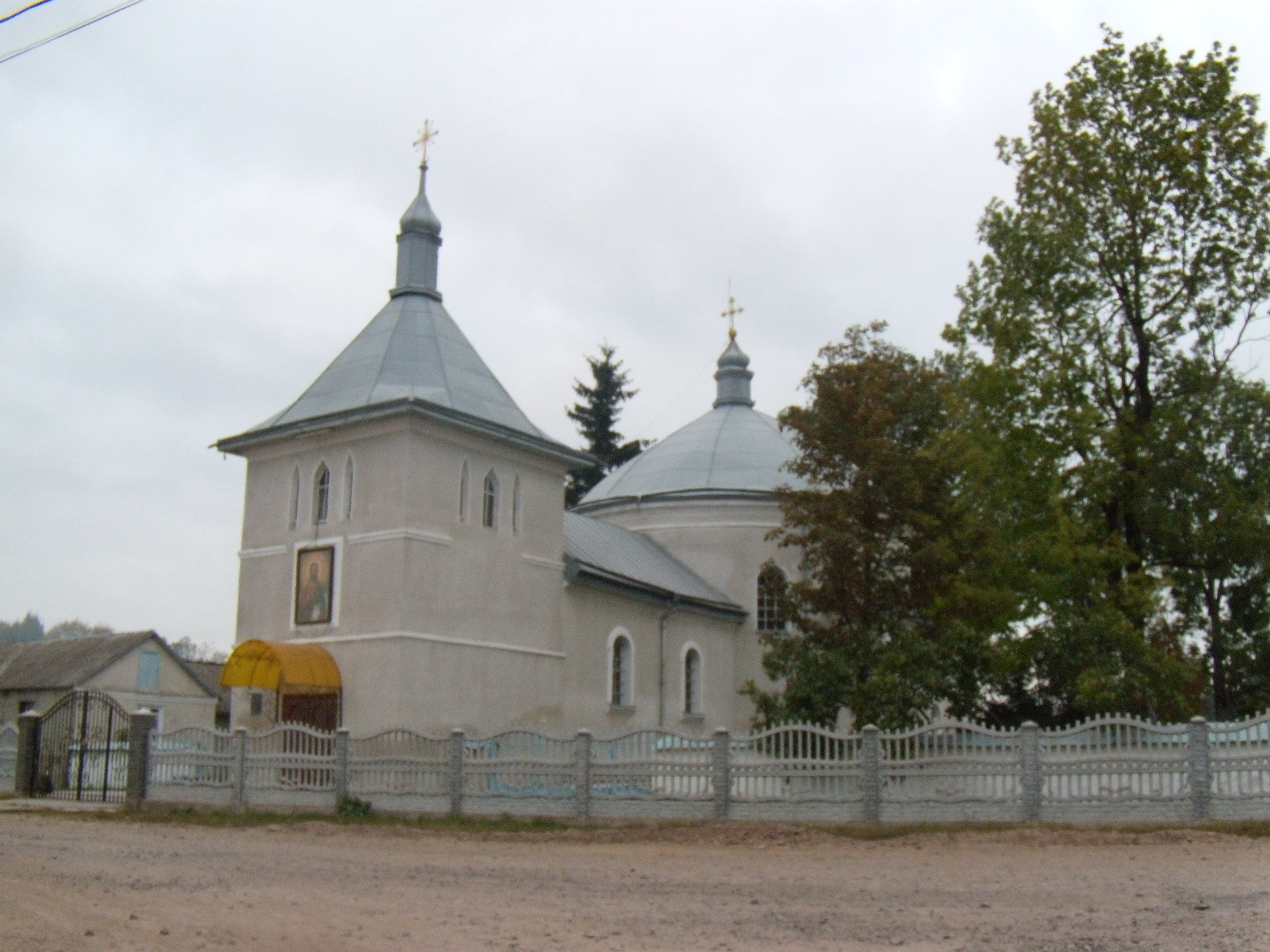
Widok cerkwi z zachodu zdjęcie z roku 2011
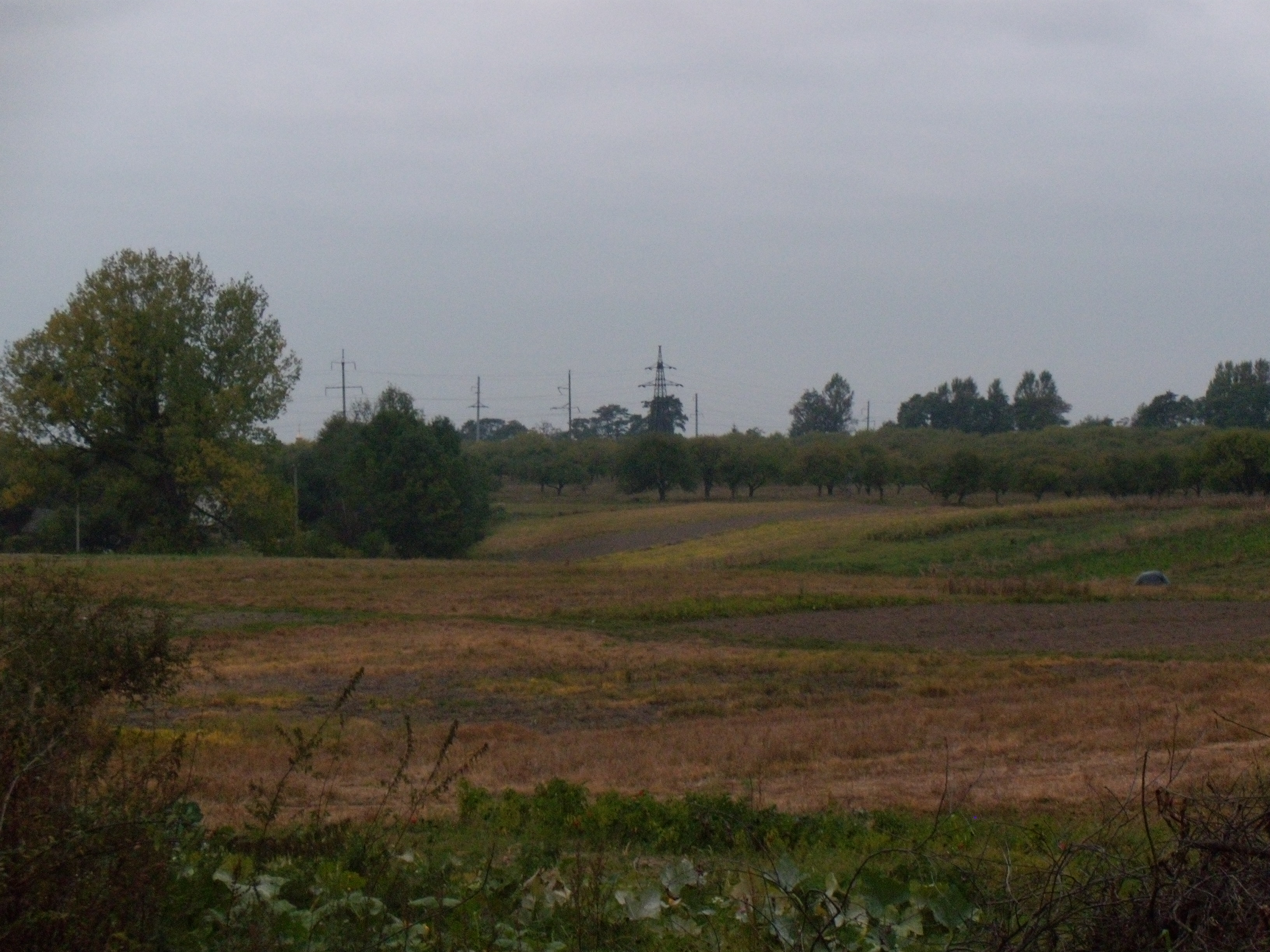
Widok na sad jabłkowy byłego kołchozu.